# Municipio de Garfield (condado de Mahaska)
El municipio de Garfield (en inglés: Garfield Township) es un municipio ubicado en el condado de Mahaska en el estado estadounidense de Iowa. En el año 2010 tenía una población de 1232 habitantes y una densidad poblacional de 18,14 personas por km².

## Geografía
El municipio de Garfield se encuentra ubicado en las coordenadas 41°17′31″N 92°43′11″O / 41.29194, -92.71972. Según la Oficina del Censo de los Estados Unidos, el municipio tiene una superficie total de 67.92 km², de la cual 67,81 km² corresponden a tierra firme y (0,16 %) 0,11 km² es agua.

## Demografía
Según el censo de 2010, había 1232 personas residiendo en el municipio de Garfield. La densidad de población era de 18,14 hab./km². De los 1232 habitantes, el municipio de Garfield estaba compuesto por el 98,62 % blancos, el 0,41 % eran afroamericanos, el 0,49 % eran amerindios, el 0,16 % eran asiáticos y el 0,32 % eran de una mezcla de razas. Del total de la población el 1,3 % eran hispanos o latinos de cualquier raza.